# オーストリア辺境伯領

オーストリア辺境伯領
Ostarrîchi (古高ドイツ語)

1000年頃のオーストリアの地図
      オーストリア辺境伯領
      バイエルン公国
      その他のドイツ王国領地

オーストリア辺境伯領（オーストリアへんきょうはくりょう、ドイツ語: Markgrafschaft Österreich）は、エンス川とウィーンの森の間、現在のオーバーエステライヒ州とニーダーエスタライヒ州に当たる地域に存在した辺境伯領。970年に建国され、1156年にオーストリア公国となるまで存在した。

## 概要
この辺境伯領は、アヴァール人の襲来に備えて東バイエルンの防衛のため設けられた辺境地域の統治機構に由来する。アヴァール人はカール大帝の治世に打ち破られたものの、フランク王国時代を通じてこの地域は東フランク王国の統治下にあり、統治者として伯が任命されていた。
10世紀初め、この地域はマジャール人によって征服された。その後に彼らはレヒフェルトの戦いで敗れ、ドイツ人による国土奪回が徐々に始まった。970年頃までに奪還されたこの地域は再編されオストマルク東方辺境伯領（ラテン語: Marcha orientalis）となり、そしてレオポルト1世がオストマルク東方辺境伯領を改めてオーストリア辺境伯領とした。最初に知られている領主はブルクハルトで、彼は970年以降、複数の資料でオストマルク東方辺境伯として言及されている。
976年から、この地域はフランケン地方の貴族バーベンベルク家によって統治されるようになった。神聖ローマ帝国の東の境界、ハンガリーと接する地域を守るこの辺境伯領は1156年にオーストリア公国となり、自立した領邦国家となった。

## 歴史
現在のオーストリアとスロベニアに当たる地域を支配することになる最初の辺境伯領は、アヴァール辺境伯領とその南のカランタニア公国（後のケルンテン辺境伯領）で、どちらも8世紀後半にカール大帝によって、バイエルン公アギロルフィング家の領地をアヴァール人から防衛するために設けられたものであった。820年代にアヴァール人が姿を消すと、その領地には西スラヴ人が住み着き、モラヴィア王国となった。パンノニア辺境伯領は828年にフリウーリ公国から分離され、モラヴィアに対峙する東フランク王国の辺境伯領とされた。既にmarcha orientalis と呼ばれていたこの辺境伯領は、ドナウ川沿いのトラウンガウからゾンバテヘイ、そしてラーバ川沿いのウィーン盆地を領土に含んでいた。
890年代までには、パンノニア辺境伯領はモラヴィア王国の脅威とマジャール人のヨーロッパ侵攻によって消滅したようである。907年のプレスブルクの戦いでバイエルンのルイトポルト辺境伯が敗れると、エンス川以東の東フランク王国領は消滅した。
955年、オットー1世はレヒフェルトの戦いの勝利をもってパンノニアの再征服を開始した。一部の歴史家は、この時代にパンノニア、もしくはオーストリア辺境伯領が存在し、952年までにバイエルンに組み込まれた他の辺境伯領と並立していたと推測している。ともかく、依然としてパンノニアの大部分は未だマジャール人によって支配されていた。オットー1世は新たにオストマルク東方辺境伯領（ラテン語: Marcha orientalis）を設置し、ブルクハルトを辺境伯に任命した。バイエルン公ハインリヒ2世の反乱に伴うバイエルンの領地再編の際、皇帝オットー2世はブルクハルトを解任し、支持の見返りとしてレオポルト1世を辺境伯に任命した。
オーストリア辺境伯領は、レオポルト3世の治世に最盛期を迎えた。彼は都市を支援し、領地の独立性を高めた。レオポルト4世はバイエルン公を継承したが、皇帝フリードリヒ1世はザクセン公ハインリヒ獅子公の要求に応じてオーストリア辺境伯ハインリヒ2世にバイエルン公の地位を返還するように命じた。フリードリヒ1世はその代わりとしてハインリヒ2世をオーストリア公に叙し、オーストリア公国が誕生した。

## 名称

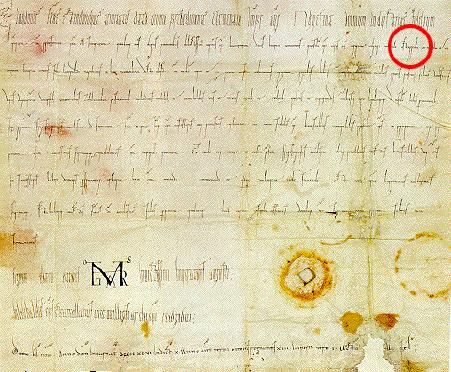
Ostarrîchi に関する最初の言及(996年) （赤丸の部分）

ラテン語の資料において、この領域は「東方辺境伯領」を意味する「Marcha orientalis 」、「オーストリア辺境伯領」を意味する「marchia Austriae 」や「Austrie marchionibus 」と呼ばれていた。古高ドイツ語の名称「Ostarrîchi 」は、皇帝オットー3世がブルッフザールで発した寄贈証書に初めて現れる。「地域が一般にOstarrîchi と呼ばれている」という意味の「regione vulgari vocabulo Ostarrîchi 」という表現は恐らく、ノイホーフェン・アン・デア・イブス周辺の荘園を指していただけだが、「Ostarrîchi 」は現在のドイツ語でオーストリアを意味する「Österreich 」の言語的祖先である。